# Arctosa fessana
Arctosa fessana Roewer, 1960 è un ragno appartenente alla famiglia Lycosidae.

## Etimologia
Il nome proprio della specie deriva dalla regione di rinvenimento degli esemplari: il Fezzan (denominazione corretta proveniente dal berbero), detta anche Phasania, Fizzan e Fessan.

## Caratteristiche
Il cefalotorace è marrone con deboli riflessi scuri nella pars cephalica, il resto è giallo bruno, più fosco. l'epigino è piatto e di forma semicircolare e delimitato da due setti chitinosi separati.
Le femmine hanno il bodylenght (prosoma + opistosoma) di 12 millimetri (5 + 7).

## Distribuzione
La specie è stata reperita nella Libia centrale: all'interno della regione del Fezzan.

## Tassonomia
Al 2016 non sono note sottospecie e dal 1960 non sono stati esaminati nuovi esemplari.